# Bevölkerung Jugoslawiens

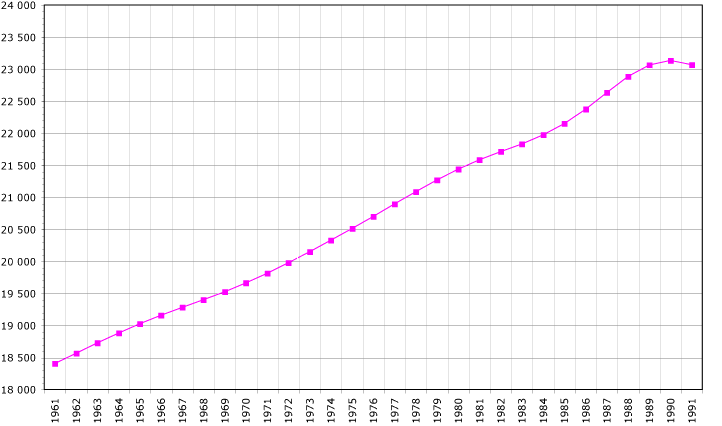
Bevölkerungsentwicklung in Tausend

Der Artikel Bevölkerung Jugoslawiens enthält hauptsächlich Daten zur Bevölkerungsstatistik des Staates Jugoslawien in der Zeit von 1918 bis 1992.
In den Tabellen bedeutet "-", dass keine Daten bekannt sind, "*" bedeutet, dass die Kategorie im jeweiligen Jahr nicht erfasst wurde.

## Nach Republiken und Provinzen
| Bevölkerung Jugoslawien nach Republiken und Provinzen (in Tausend) | Bevölkerung Jugoslawien nach Republiken und Provinzen (in Tausend) | Bevölkerung Jugoslawien nach Republiken und Provinzen (in Tausend) | Bevölkerung Jugoslawien nach Republiken und Provinzen (in Tausend) | Bevölkerung Jugoslawien nach Republiken und Provinzen (in Tausend) |
| Jahr                                                               | 1921                                                               | 1953                                                               | 1981                                                               | 1991                                                               |
| ------------------------------------------------------------------ | ------------------------------------------------------------------ | ------------------------------------------------------------------ | ------------------------------------------------------------------ | ------------------------------------------------------------------ |
| / Jugoslawien gesamt                                               | 12.545                                                             | 16.397                                                             | 22.424                                                             | 23.528                                                             |
| Sozialistische Republik Slowenien                                  | 1.298                                                              | 1.504                                                              | 1.887                                                              | 1.963                                                              |
| Sozialistische Republik Kroatien                                   | 3.427                                                              | 3.936                                                              | 4.582                                                              | 4.760                                                              |
| Sozialistische Republik Bosnien und Herzegowina                    | 1.890                                                              | 2.847                                                              | 4.128                                                              | 4.365                                                              |
| Sozialistische Republik Montenegro                                 | 311                                                                | 420                                                                | 585                                                                | 615                                                                |
| Sozialistische Republik Mazedonien                                 | 809                                                                | 1.305                                                              | 1.921                                                              | 2.034                                                              |
| Sozialistische Republik Serbien (ohne autonome Provinzen)          | 2.843                                                              | 4.464                                                              | 5.673                                                              | 5.824                                                              |
| Sozialistische Autonome Provinz Kosovo                             | 439                                                                | 816                                                                | 1.595                                                              | 1.955                                                              |
| Sozialistische Autonome Provinz Vojvodina                          | 1.537                                                              | 1.700                                                              | 2.029                                                              | 2.013                                                              |

Die Namen der Republiken entsprechen dem Stand von 1963 bis 1990/1991. Im Jahr 1921 war Jugoslawien noch nicht in Republiken und Provinzen eingeteilt, die Daten sind Rückberechnungen aufgrund der Daten der einzelnen Gemeinden.

## Größte Städte
Laut Volkszählung von 1991 gab es in Jugoslawien 19 Städte mit mehr als 100.000 Einwohnern.
Die Einwohnerzahl dieser Städte hat sich so entwickelt:

| Einwohnerzahl der größten Städte Jugoslawiens (in Tausend) | Einwohnerzahl der größten Städte Jugoslawiens (in Tausend) | Einwohnerzahl der größten Städte Jugoslawiens (in Tausend) | Einwohnerzahl der größten Städte Jugoslawiens (in Tausend) | Einwohnerzahl der größten Städte Jugoslawiens (in Tausend) |
| Stadt                                                      | 1921                                                       | 1953                                                       | 1981                                                       | 1991                                                       |
| ---------------------------------------------------------- | ---------------------------------------------------------- | ---------------------------------------------------------- | ---------------------------------------------------------- | ---------------------------------------------------------- |
| Belgrad                                                    | 111,7                                                      | 470,2                                                      | 1.145,0                                                    | 1.168,0                                                    |
| Zagreb                                                     | 108,3                                                      | 350,8                                                      | 768,7                                                      | 933,9                                                      |
| Skopje                                                     | 41,1                                                       | 119,0                                                      | 405,9                                                      | -                                                          |
| Sarajevo                                                   | 60,1                                                       | 111,7                                                      | -                                                          | 415,6                                                      |
| Ljubljana                                                  | 53,3                                                       | 111,2                                                      | -                                                          | -                                                          |
| Split                                                      | 25,0                                                       | 61,2                                                       | 169,3                                                      | 189,4                                                      |
| Novi Sad                                                   | 39,2                                                       | 83,2                                                       | 169,8                                                      | 179,6                                                      |
| Niš                                                        | 25,1                                                       | 60,7                                                       | 161,0                                                      | 175,4                                                      |
| Rijeka                                                     | *                                                          | 75,3                                                       | 158,3                                                      | 168,0                                                      |
| Kragujevac                                                 | 15,7                                                       | 40,6                                                       | 87,0                                                       | 147,3                                                      |
| Zenica                                                     | 7,6                                                        | 22,6                                                       | -                                                          | 145,6                                                      |
| Banja Luka                                                 | 18,0                                                       | 30,4                                                       | 123,8                                                      | 142,6                                                      |
| Tuzla                                                      | 14,2                                                       | 25,0                                                       | 65,0                                                       | 131,9                                                      |
| Mostar                                                     | 18,2                                                       | 25,9                                                       | -                                                          | 126,1                                                      |
| Titograd                                                   | 8,7                                                        | 13,6                                                       | 95,8                                                       | 117,8                                                      |
| Priština                                                   | 14,3                                                       | 24,1                                                       | 69,5                                                       | 108,1                                                      |
| Maribor                                                    | 30,6                                                       | 70,8                                                       | 104,7                                                      | -                                                          |
| Osijek                                                     | 34,4                                                       | 57,4                                                       | 104,2                                                      | 104,8                                                      |
| Subotica                                                   | 101,9                                                      | 59,8                                                       | 100,2                                                      | 100,4                                                      |

Für die Veränderungen der Einwohnerzahlen sind neben demographischen Veränderungen auch Eingemeindungen von Vororten verantwortlich. Rijeka (Fiume) gehörte 1921 noch zu Italien.

## Nach ethnischer Zugehörigkeit
| Bevölkerung Jugoslawien nach ethnischer Zugehörigkeit (in %) | Bevölkerung Jugoslawien nach ethnischer Zugehörigkeit (in %) | Bevölkerung Jugoslawien nach ethnischer Zugehörigkeit (in %) | Bevölkerung Jugoslawien nach ethnischer Zugehörigkeit (in %) | Bevölkerung Jugoslawien nach ethnischer Zugehörigkeit (in %) |
| Jahr                                                         | 1921                                                         | 1953                                                         | 1981                                                         | 1991                                                         |
| ------------------------------------------------------------ | ------------------------------------------------------------ | ------------------------------------------------------------ | ------------------------------------------------------------ | ------------------------------------------------------------ |
| Bevölkerung                                                  | ca. 12.545.000                                               | 16.396.573                                                   | 22.424.411                                                   | 23.528.230                                                   |
| Serben                                                       | -                                                            | 41,72                                                        | 36,30                                                        | 36,24                                                        |
| Kroaten                                                      | -                                                            | 23,47                                                        | 19,75                                                        | -                                                            |
| Slawische Muslime                                            | -                                                            | 5,90                                                         | 8,92                                                         | -                                                            |
| Slowenen                                                     | 8,13                                                         | 8,78                                                         | 7,82                                                         | -                                                            |
| Albaner                                                      | 3,50                                                         | 4,45                                                         | 7,72                                                         | -                                                            |
| Mazedonier                                                   | -                                                            | 5,27                                                         | 5,97                                                         | -                                                            |
| Jugoslawen                                                   | *                                                            | *                                                            | 5,44                                                         | -                                                            |
| Montenegriner                                                | -                                                            | 2,75                                                         | 2,58                                                         | -                                                            |
| Magyaren                                                     | 3,73                                                         | 2,97                                                         | 1,90                                                         | -                                                            |
| Roma                                                         | -                                                            | -                                                            | 0,66                                                         | -                                                            |
| Türken                                                       | 1,20                                                         | 1,53                                                         | 0,45                                                         | -                                                            |
| Slowaken                                                     | -                                                            | 0,50                                                         | 0,36                                                         | -                                                            |
| Rumänen                                                      | 1,83                                                         | 0,36                                                         | 0,25                                                         | -                                                            |
| Bulgaren                                                     | -                                                            | 0,36                                                         | 0,16                                                         | -                                                            |
| Walachen                                                     | -                                                            | -                                                            | 0,14                                                         | -                                                            |
| Russinen                                                     | 0,20                                                         | 0,22                                                         | 0,10                                                         | -                                                            |
| Tschechen                                                    | -                                                            | 0,20                                                         | 0,07                                                         | -                                                            |
| Italiener                                                    | 0,09                                                         | 0,21                                                         | 0,07                                                         | -                                                            |
| Deutsche                                                     | 4,22                                                         | 0,36                                                         | -                                                            | -                                                            |

In den Volkszählungen noch nicht berücksichtigt sind die Ägypter (Aschkali), die vermutlich unter Roma mitgezählt wurden. Muslime wurden erst seit 1971 in den Volkszählungen berücksichtigt, Angaben aus der Zeit davor sind offenbar rückwirkende Schätzungen. Jugoslawen wurden erst ab 1961 in den Volkszählungen berücksichtigt.

## Nach Religion
In den 1970er Jahren verteilte sich die Bevölkerung Jugoslawiens auf folgende Religionszugehörigkeiten:
serbisch-orthodox und mazedonisch-orthodox 41,5 %, katholisch 31,8 %, konfessionslos 12,3 %, muslimisch 12,3 %, evangelisch 1,0 %, jüdisch 0,03 %.

## Sonstige Daten

### Analphabetismus
Die Analphabetenrate wurde 1981 mit 4,5 % der Männer und 16,1 % der Frauen (insgesamt 10,4 % der Bevölkerung) im Alter von über 15 Jahren angegeben. Von Analphabetismus betroffen waren fast ausnahmslos Menschen, die zum Erhebungszeitpunkt über 45 Jahre alt waren, deren Grundschulzeit also vor dem Ende des Zweiten Weltkrieges lag.

### Jüdische Bevölkerung
Zahlen über die in Jugoslawien lebenden Juden liegen aus der Volkszählung von 1931 vor, bei der einerseits die Nationalität bzw. Muttersprache und andererseits die Religionszugehörigkeit ermittelt wurde. Die 68.405 Angehörigen der jüdischen Religion ergaben 0,5 % der Gesamtbevölkerung Jugoslawiens. 39.010 (0,28 %) waren jüdisch-askenasisch, 26.168 (0,19 %) jüdisch-sephardisch und 3.227 (0,02 %) jüdisch-orthodox. Wie in den meisten europäischen Staaten zur damaligen Zeit sahen sich auch in Jugoslawien viele Juden nur als im religiösen Sinne, nicht aber im ethnischen Sinne von ihren christlichen Nachbarn verschieden. Von den 68.405 Angehörigen der jüdischen Religion gaben daher nur 26,3 % als Nationalität/Muttersprache „Jude“ an, 39,3 % gaben „Serbokroate“ an, 16,3 % „Ungar“ und 14,7 % „Deutscher“. Einige wenige Personen gaben „Jude“ als Nationalität, aber eine christliche Religionszugehörigkeit an.
Die meisten Juden Jugoslawiens lebten damals in Kroatien. In der kroatischen Hauptstadt Zagreb befand sich mit 15.700 jüdischen Einwohnern die größte jüdische Gemeinschaft in Jugoslawien.